# Excalibur Hotel & Casino
Excalibur Hotel and Casino is een groot hotel en casino gelegen aan The Strip in Las Vegas in de Verenigde Staten. Het heeft 4.008 kamers en 9.290 m² speelruimte, en was bij de opening in 1990 het grootste hotel ter wereld. Het is eigendom van en wordt beheerd door de MGM Mirage Group.
Excalibur, vernoemd naar het legendarische zwaard van Koning Arthur, gebruikt het Koning Arthur-thema op verschillende manieren. De gevel is een gestileerde afbeelding van een kasteel. Tot 2007 speelde een tovenaarachtige figuur Merlijn vanuit een hoge toren. De stijl van het hotel is sterk gebaseerd op het kasteel van Carcassonne in Frankrijk.
Excalibur is gelegen aan de kruising Tropicana Avenue - Las Vegas Boulevard. De kruising is zo druk dat het voetgangers niet is toegestaan de straat op straatniveau over te steken. In plaats daarvan is Excalibur verbonden via voetgangersbruggen over de weg heen. Ook is er een gratis tram (de Mandalay Bay Tram), die Excalibur verbindt met Luxor en Mandalay Bay, die eveneens worden beheerd door de MGM Mirage Group.
Sinds medio 2020 doen hardnekkige geruchten de ronde dat men het hotel, met het naastgelegen Luxor hotel, voornemens is in 2022 te slopen en te vervangen door meer eigentijdse hotels.

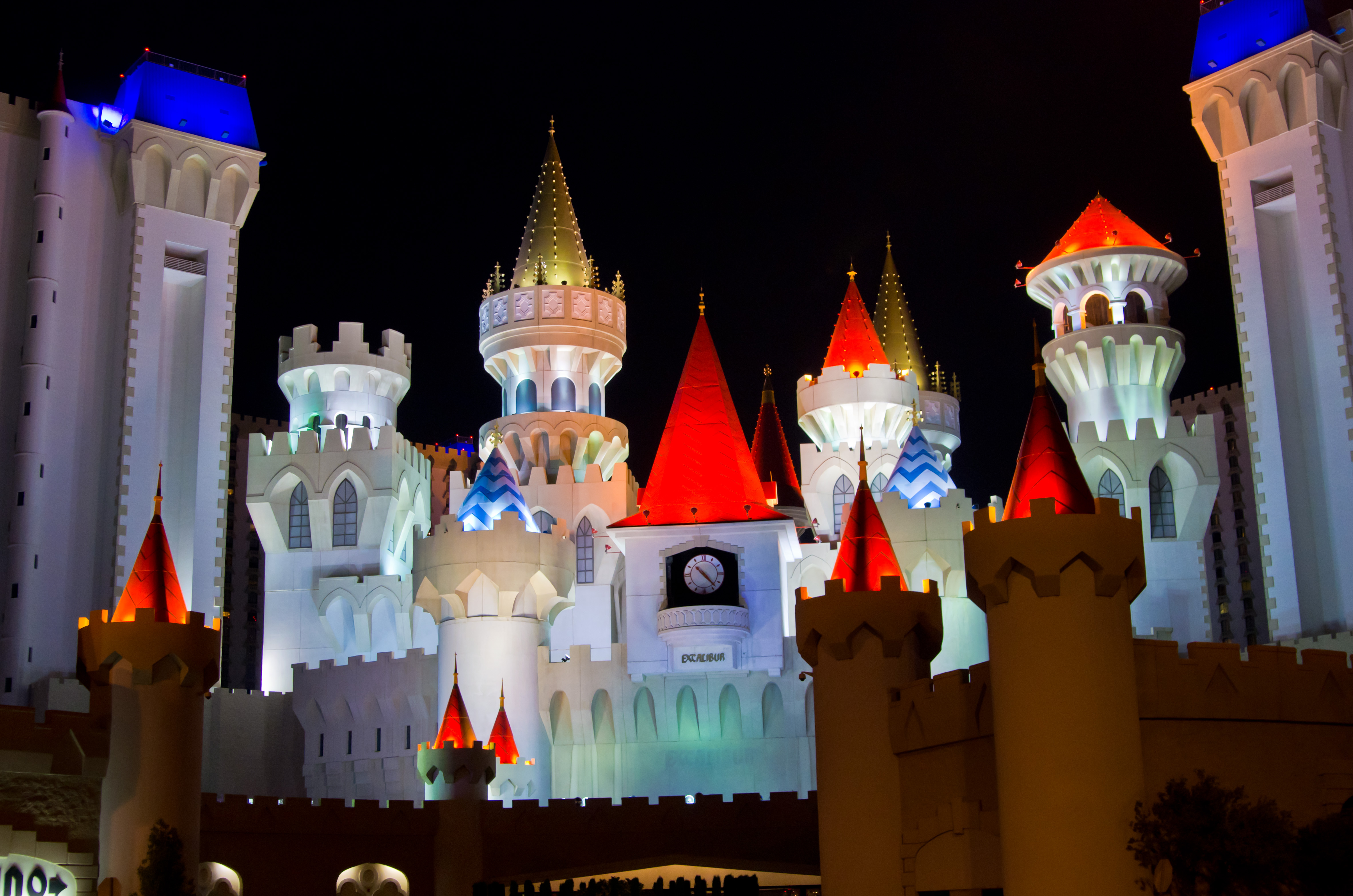
Excalibur bij nacht
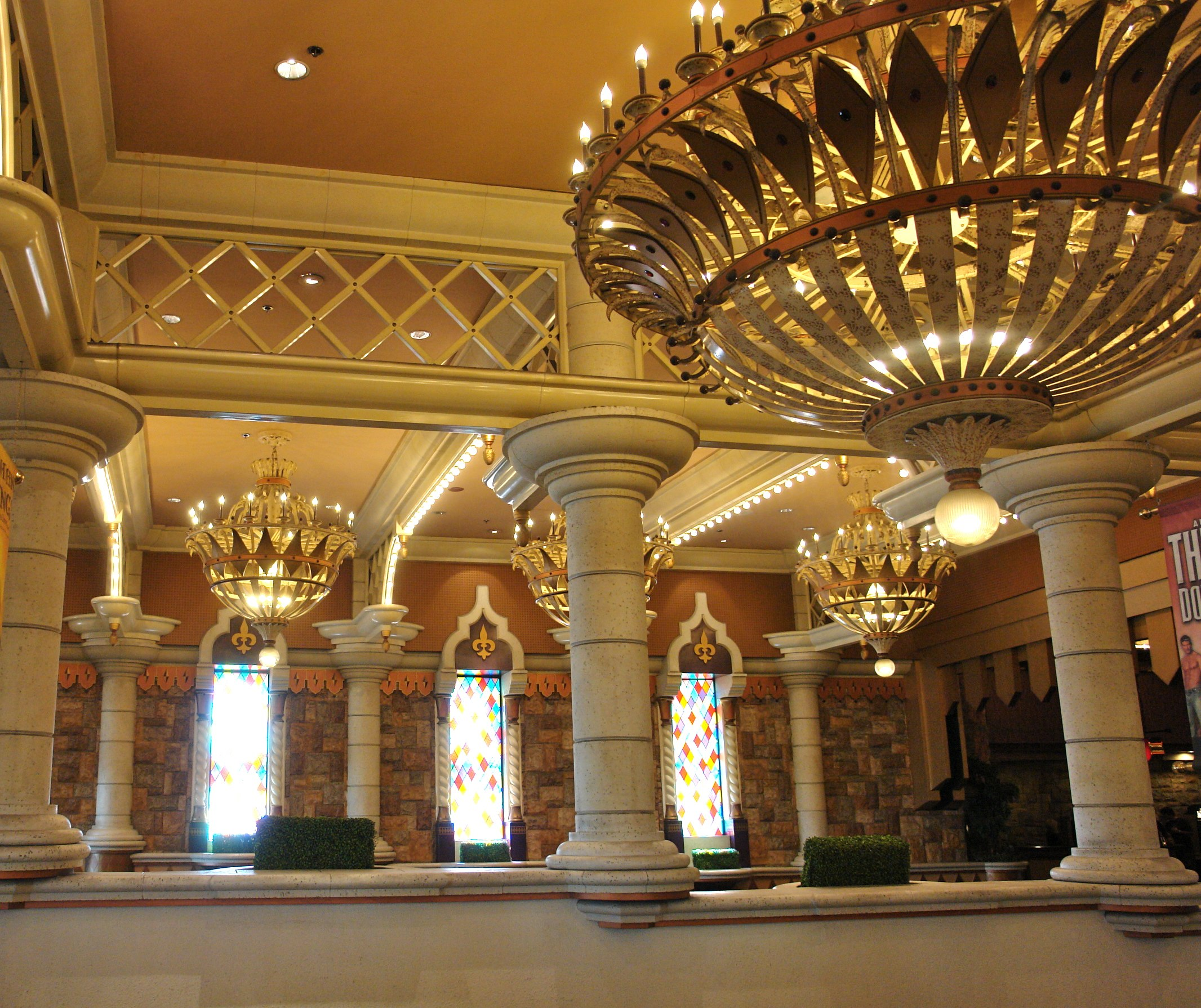
Interieur
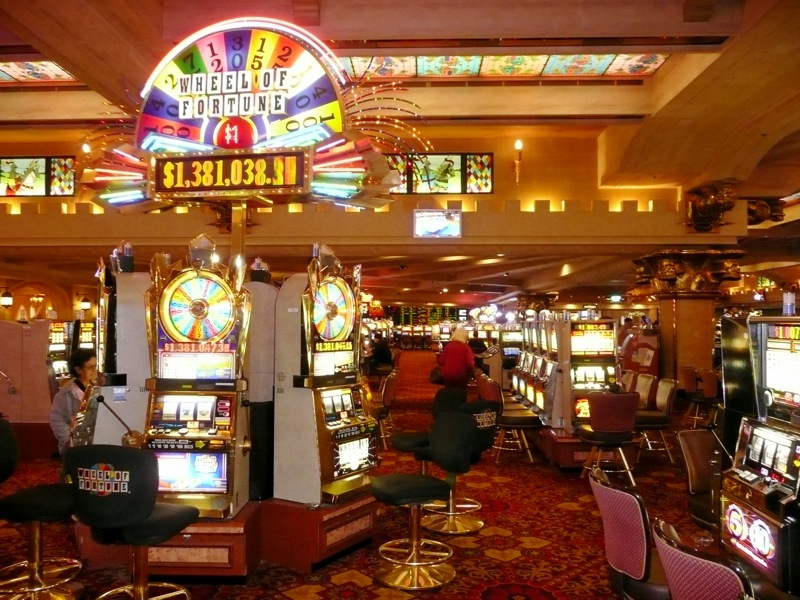
Casino